# Kurt Hahlweg
Kurt Hahlweg (* 25. Januar 1947 in Bad Segeberg) ist ein deutscher Psychologe und Professor an der Technischen Universität Braunschweig.

## Leben
Nach dem Abitur am 20. Februar 1966 wurde Hahlweg mit 21 Jahren Leutnant der Reserve. Anschließend studierte er Psychologie an der Universität Hamburg. Im Alter von 26 Jahren ging er für einige Monate zur Verhaltenstherapieausbildung an die Queen’s University nach Belfast. 1974 wurde er Assistent am Max-Planck-Institut in München. Zwei Jahre später heiratet Hahlweg. 
Im Oktober 1977 promoviert er an der Universität Hamburg im Fachbereich Psychologie. In der Zeit vom Juli 1983 bis Juli 1984 ging Hahlweg an das Psychology and Neuropsychiatric Institute der University of California nach Los Angeles. Nach seiner Rückkehr 1984 habilitiert er an Universität Hamburg. Vier Jahre später wurde Hahlweg zum Professor an der TU Braunschweig berufen. 
Anfang der 1990er entwickelte er mit Howard Markman das Partnerschaftliche Lernprogramm (EPL). Das Partnerschaftliche Lernprogramm (EPL) wurde in Anlehnung an das amerikanische Premarital Relationship Enhancement Program von Markmann und Hallweg entwickelt. Hahlweg hat auch das australische Erziehungsprogramm Triple P seit 2001 wissenschaftlich begleitet.

## Werke (Auswahl)
- Kurt Hahlweg, Dirk Revenstorf, Ludwig Schindler: Partnerschaftsprobleme – Möglichkeiten zur Bewältigung. Ein verhaltenstherapeutisches Programm für Paare. Springer, Berlin 1994, ISBN 3-540-10124-1.
- Kurt Hahlweg, Nina Heinrichs, Notker Klann: Diagnostische Verfahren für die Beratung: Materialien zur Diagnostik und Therapie in Ehe-, Familien- und Lebensberatung. Hogrefe, 2003, ISBN 3-801-71423-3.
- Kurt Hahlweg, Heijo Dürr, Matthias Dose, Ursula Müller: Familienbetreuung schizophrener Patienten – Ein verhaltenstherapeutischer Ansatz zur Rückfallprophylaxe. Hogrefe, 2005, ISBN 3-801-71959-6.
- Kurt Hahlweg, Donald H. Baucom: Partnerschaft und psychische Störung. Hogrefe, 2008, ISBN 3-801-71119-6.

## Ehrungen
Im Jahr 2008 wurde Hahlweg der Deutsche Psychologiepreis verliehen.